# Babil (Egipt)
Babil – miejscowość w Egipcie, w muhafazie Al-Minufijja, w dystrykcie Tala. W 2006 roku liczyła 10 946 mieszkańców.